# Théorème de Brianchon

Illustration du théorème de Brianchon.

Le théorème de Brianchon s'énonce ainsi :

Les diagonales joignant les sommets opposés d'un hexagone sont concourantes si et seulement si cet hexagone est circonscrit à une conique:p. 218
Ce théorème est dû au mathématicien français Charles Julien Brianchon (1783-1864).
C'est exactement le dual du théorème de Pascal. Il s'agit dans les deux cas de propriétés projectives des coniques, propriétés que l'on étudie sans équations, sans angles ni distances, uniquement avec les alignements de points et les intersections de droites.

## Cas dégénérés

Conique tritangente, dégénération du théorème de Brianchon.

Comme pour le théorème de Pascal, il existe des dégénérations du théorème de Brianchon : en faisant coïncider deux tangentes successives, leur point de jonction devient un point de tangence de la conique. En procédant de même sur les deux autres paires de tangentes successives, il apparait une ellipse inscrite à l'hexagone déformé, devenu un triangle. D'un point de vue projectif, les deux triangles P1P3P5 et P2P4P6 reposent homologiquement sur le centre B. Il existe ainsi une relation colinéaire centrale, qui envoie un triangle sur l'autre. Celle relation est affine seulement dans certains cas : un exemple est l'ellipse de Steiner, où le point de Brianchon est le centre de gravité.